# Tadeusz Ochlewski
Tadeusz Ochlewski  (ur. 22 marca 1894 w Olszanie, zm. 26 stycznia 1975 w Warszawie) – polski skrzypek, pedagog i wydawca muzyczny.

## Życiorys
Syn Józefa (1864–1936) i Jadwigi z Konarzewskich (1864–1942). Studiował elektromechanikę w Instytucie Politechnicznym im. Piotra Wielkiego (1913–1915), grę na skrzypcach i altówce w Konserwatorium w Piotrogrodzie (1915–1917) i Konserwatorium Warszawskim (1917–1921). Początkowo pracował jako skrzypek, solista zespołów kameralnych. W latach 1921–1931 grał w Orkiestrze Opery Warszawskiej, w latach 1935–1939 w Kwartecie Polskim. Był twórcą zespołu muzyki dawnej „Trio Sonata”, w którym występował w latach 1925–1939. Był współzałożycielem Stowarzyszenia Miłośników Dawnej Muzyki (1926) oraz Towarzystwa Wydawniczego Muzyki Polskiej (1928). W latach 1934–1939 kierował Organizacją Ruchu Muzycznego (ORMUZ). W latach 1933–1939 prowadził klasę kameralistyki, a w latach 1935–1939 klasę metodyki gry skrzypcowej w Konserwatorium Warszawskim.
Podczas II wojny światowej organizował tajne koncerty dla młodzieży szkolnej i „koncerty twórczości wojennej” we własnym mieszkaniu, występował także w „Salonie Sztuki” Bolesława Woytowicza. Działał w konspiracji w Biurze Informacji i Propagandy Komendy Głównej AK. Uczestnik powstania warszawskiego ps. Ochlik.
21 maja 1943 jako członek Kwartetu Umińskiej prawykonał w kawiarni Woytowicza II Kwartet smyczkowy Grażyny Bacewicz skomponowany w tym samym roku. Jeszcze wcześniej w tym samym miejscu i składzie odbyło się prawykonanie II Kwartetu Romana Padlewskiego.

W roku 1945 założył w Krakowie Polskie Wydawnictwo Muzyczne, którego był dyrektorem do 1964 roku. Redagował serię wydawniczą „Florillegium Musicae Antique”. Po wojnie, od 1948 do 1950, prowadził także klasę altówki w krakowskiej Państwowej Wyższej Szkole Muzycznej. W 1964 zorganizował w Warszawie zespół muzyki dawnej „Con moto ma cantabile”, którym kierował do 1975. Publikował artykuły na tematy muzyczne w pismach „Śpiew w szkole”, „Muzyka Polska”, „Ruch Muzyczny”.

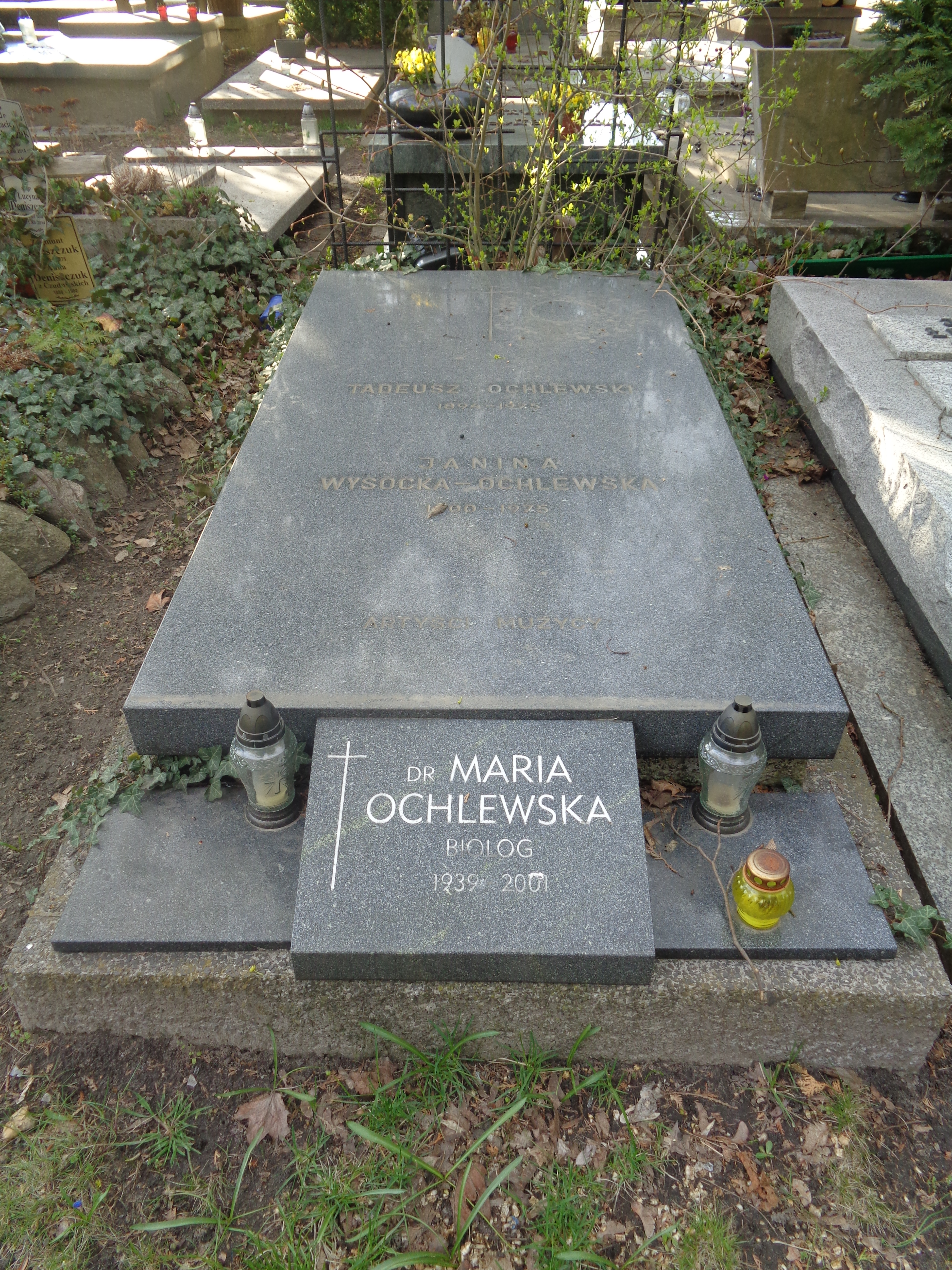
Grób Tadeusza Ochlewskiego i Janiny Wysockiej-Ochlewskiej na cmentarzu Wojskowym na Powązkach

Był mężem klawesynistki Janiny Wysockiej-Ochlewskiej.
Zmarł w Warszawie, pochowany na cmentarzu Wojskowym na Powązkach (kwatera A35-5-9).

## Ordery i odznaczenia
- Krzyż Komandorski Orderu Odrodzenia Polski (1959)
- Krzyż Oficerski Orderu Odrodzenia Polski (7 lipca 1954)[6]
- Krzyż Kawalerski Orderu Odrodzenia Polski (22 lipca 1952)[7]
- Złoty Krzyż Zasługi (11 listopada 1936)[8]
- Medal 10-lecia Polski Ludowej (18 stycznia 1955)[9]
- Złota Odznaka „Za Pracę Społeczną dla miasta Krakowa” (1965)[10]
- Krzyż Komandorski Orderu Trzech Gwiazd (Łotwa, 1937)

## Nagrody
- Nagroda Związku Kompozytorów Polskich (1950)
- Nagroda Miasta Krakowa (1958)
- Nagroda Ministra Kultury i Sztuki (1965)

## Upamiętnienie
Od 2003 roku Polskie Wydawnictwo Muzyczne organizuje Konkurs Kompozytorski im. Tadeusza Ochlewskiego.